# George Buckingham
George Buckingham, född cirka 1810, död före 1861, var en brittisk skådespelare aktiv på Nya Zeeland och i Australien. Han räknas som en av Nya Zeelands första teaterpionjärer. 
Buckingham var möjligen en före detta straffånge. Han var aktiv som skådespelare i Australien innan han emigrerade till Auckland på Nya Zeeland med sin maka och sina tre barn 1843. I Auckland uppförde han från sin ankomst de första regelbundna teaterföreställningarna i kolonin tillsammans med en liten grupp aktörer, och 1844 byggde han stadens första teater, Fitzroy. Sällskapet uppförde australiensiska komedier. Teatern bar sig inte utan fick stänga redan senare samma år. Buckingham drev ett kafé fram till ankomsten av Mrs W. H. Foley 1855, då teaterföreställningar återupptogs i kolonin. Efter en konflikt med Foley återvände Buckingham och hans familj till Australien senare samma år, där de turnerade runt och spelade teater för pengar. Hans dotter, Rosetta Buckingham (1843-1864), blev en kort tid berömd som sångerska i Australien. Både han och hans maka noteras ha avlidit vid den tidpunkt hans dotter och två söner uppträdde i Sydney 1861.